# 21-гидроксилаза
21-гидроксилаза — фермент человека, принадлежащий к семейству цитохрома P450 и кодируемый геном CYP21A2 на 6-й хромосоме. 21-гидроксилаза участвует в синтезе стероидных гормонов альдостерона и кортизола. В большой концентрации обнаруживается в клубочковой зоне коры надпочечников.

## Функции
21-гидроксилаза, прибавляя гидроксильную группу к прогестерону и 17-гидроксипрогестерону в позиции 21 атома углерода (см. схему нумерации), генерирует соответственно дезоксикортикостерон и 11-дезоксикортизол.

## Генетика
Хромосомный участок 6p21.3, на котором находится ген CYP21A2, усыпан генами, кодирующими белки — антигены HLA, отвечающие за гистосовместимость. В 30 килобазах от CYP21A2 находится псевдоген CYP21P, на 98 % ему идентичный, но неактивный из-за небольших отличий в коде. Такая близость, как считается, предрасполагает к «конверсии» — мутации при мейозе, при которой функция CYP21A1 может быть нарушена.

## Медицинское значение
Мутации гена CYP21A2 приводят к одной из форм врождённой гиперплазии надпочечников — врождённой гиперплазии надпочечников вследствие недостаточности 21-гидроксилазы (OMIM 201910).
21-гидроксилаза является мишенью аутоиммунной реакции при идиопатических случаях болезни Аддисона: антитела к ферменту обнаруживаются более чем у 80 % пациентов с «аутоиммунным адреналитом».